# Zakupoholizm
Zakupoholizm, inaczej oniomania (gr. ὤνιος ṓnios „na sprzedaż”, μανία manía „szaleństwo”), szopoholizm, shopoholizm (od ang. shop „sklep”), kupnoholizm lub kompulsywne zakupy (w ang. nomenklaturze medycznej compulsive buying disorder) – zaburzenie psychiczne z grupy uzależnień behawioralnych (zaburzeń nawyków i popędów, wg klasyfikacji ICD-10 kod F63) polegające na nadmiernym dokonywaniu zakupów różnych artykułów, często niepotrzebnych, nad ilością których dana osoba nie posiada kontroli tj. w sposób kompulsywny, co może być wyrazem dysfunkcji emocjonalnych i nieść z sobą negatywne konsekwencje m.in. dla społecznego, zawodowego lub finansowego funkcjonowania danej osoby np. poprzez zadłużanie się. Tego rodzaju niekontrolowane zakupy mogą stanowić formę nawykowego, kompulsywnego rozładowywania napięcia emocjonalnego, uśmierzania trudnych do zniesienia emocji, czy też kontrolowania samopoczucia w sposób analogiczny do mechanizmów typowych dla innych uzależnień.